# Nicarete van Constantinopel
Nicarete, ook wel Niceras van Constantinopel, (geboren in de tweede helft van de 4e eeuw te Nicomedia (het huidige İzmit), gestorven omstreeks 440) was een Byzantijnse heilige. Nicarete verliet haar familie om in Constantinopel leerling te worden van Johannes Chrysostomos. Alles wat ze bezat gaf ze aan de armen. 
Toen Johannes Chrysostomus verbannen werd naar Armenië ging ze met haar leraar mee. Niceras was als plantengeneeskundige werkzaam ten tijde van keizer Arcadius van het Oost-Romeinse Rijk en geldt als de patroonheilige tegen maagkwalen. Haar feestdag is op 27 december.